# Magnetostatik
Die Magnetostatik ist ein Teilgebiet der Elektrodynamik. Sie behandelt magnetische Gleichfelder, also zeitlich konstante Magnetfelder.

## Grundlagen
In der Magnetostatik wird die räumliche Verteilung von Magnetfeldern in der Umgebung von Dauermagneten und von stationären Strömen (Konzept des Stromfadens) untersucht. Ein stationärer Strom ist beispielsweise Gleichstrom in einem elektrischen Leiter. Hierzu gehören neben den einzelnen magnetischen Eigenschaften der Stoffe wie Ferromagnetismus, Diamagnetismus etc. auch das Erdmagnetfeld. Außerdem beschreibt die Magnetostatik die Kraftwirkung derartig erzeugter Felder auf Magnete und Ströme. Hierzu gehört das Verhalten eines magnetischen Dipols in einem zeitlich konstanten Magnetfeld, beispielsweise das Verhalten einer (frei beweglichen) Magnetnadel im Erdmagnetfeld.
Die Grundbegriffe sind der Elektrostatik analog. Der positiven und negativen elektrischen Ladung entsprechen Nordpole und Südpole, quantitativ: positive und negative Polstärke. Allerdings können magnetische Pole im Gegensatz zu elektrischen Ladungen nicht isoliert werden, sondern treten in einem Körper immer zusammen auf.

## Magnetostatische Kraft

### Kraft zwischen zwei geschlossenen, nicht-überlappenden Stromschleifen
Das grundlegende Kraftgesetz der Magnetostatik und somit des stationären Elektromagnetismus ist das Graßmann-Ampère’sche Kraftgesetz, welches wie folgt angegeben werden kann:
{\displaystyle {\vec {F}}_{m}^{1\rightarrow 2}={\frac {\mu _{0}I_{1}I_{2}}{4\pi }}\oint _{\ell _{1}}\oint _{\ell _{2}}\mathrm {d} {\vec {\ell }}_{2}\times \left(\mathrm {d} {\vec {\ell }}_{1}\times {\frac {{\vec {r}}_{2}-{\vec {r}}_{1}}{|{\vec {r}}_{2}-{\vec {r}}_{1}|^{3}}}\right)}
In dieser Form beschreibt es die Kraft, welche von der geschlossenen Leiterschleife 1 auf die geschlossene Leiterschleife 2 wirkt. Für den Fall, dass die Leiterschleifen endliche Querschnittflächen besitzen ist folgende Form mit den Stromdichten {\displaystyle {\vec {\jmath }}_{1}} und {\displaystyle {\vec {\jmath }}_{2}} zu verwenden:
{\displaystyle {\vec {F}}_{m}^{1\rightarrow 2}={\frac {\mu _{0}}{4\pi }}\int _{V_{1}}\int _{V_{2}}{\vec {\jmath }}_{2}({\vec {r}}_{2})\times \left({\vec {\jmath }}_{1}({\vec {r}}_{1})\times {\frac {{\vec {r}}_{2}-{\vec {r}}_{1}}{|{\vec {r}}_{2}-{\vec {r}}_{1}|^{3}}}\right)\mathrm {d} ^{3}r_{2}\mathrm {d} ^{3}r_{1}}
Diese Formulierung versteht sich derart, dass die Kraft herrührend von der Stromschleife 1 (mit Volumen {\displaystyle V_{1}} und elektrischer Stromdichte {\displaystyle {\vec {\jmath }}_{1}}) auf die Stromschleife 2 (mit Volumen {\displaystyle V_{2}} und elektrischer Stromdichte {\displaystyle {\vec {\jmath }}_{2}}) wirkt. Die Volumen {\displaystyle V_{1}} and {\displaystyle V_{2}} sind nicht überlappend. Es wird weiterhin davon ausgegangen, dass es sich um geschlossene Stromschleifen mit endlichen Querschnittsflächen handelt. Diese Annahme impliziert, dass sich die Summe über alle Stromdichte-Vektoren entlang einer jeweiligen Schleife aufhebt (globale Stromerhaltung):
{\displaystyle \int _{V_{i}}{\vec {\jmath }}_{i}({\vec {r}})\;\mathrm {d} ^{3}r_{i}={\vec {0}}}
(Um dies zu veranschaulichen, betrachte eine gleichförmige Kreisbewegung: Die Summe aller Geschwindigkeitsvektoren in diesem Fall beträgt ebenfalls gleich dem Nullvektor.)
Unter Verwendung der Graßmann-Identität und der Eigenschaft von geschlossenen Kurvenintegralen im Kontext von Gradientenfeldern zeigt sich, dass der effektive Beitrag zur Kraft einfacher anzugeben ist. Zunächst findet sich mit der Graßmann-Identität:
{\displaystyle \mathrm {d} {\vec {\ell }}_{2}\times \left(\mathrm {d} {\vec {\ell }}_{1}\times {\frac {{\vec {r}}_{2}-{\vec {r}}_{1}}{|{\vec {r}}_{2}-{\vec {r}}_{1}|^{3}}}\right)=-\left(\mathrm {d} {\vec {\ell }}_{2}\cdot \mathrm {d} {\vec {\ell }}_{1}\right){\frac {{\vec {r}}_{2}-{\vec {r}}_{1}}{|{\vec {r}}_{2}-{\vec {r}}_{1}|^{3}}}+\mathrm {d} {\vec {\ell }}_{2}\left(\mathrm {d} {\vec {\ell }}_{1}\cdot {\frac {{\vec {r}}_{2}-{\vec {r}}_{1}}{|{\vec {r}}_{2}-{\vec {r}}_{1}|^{3}}}\right)}
bzw.
{\displaystyle {\vec {\jmath }}_{2}\times \left({\vec {\jmath }}_{1}\times {\frac {{\vec {r}}_{2}-{\vec {r}}_{1}}{|{\vec {r}}_{2}-{\vec {r}}_{1}|^{3}}}\right)=-\left({\vec {\jmath }}_{2}\cdot {\vec {\jmath }}_{1}\right){\frac {{\vec {r}}_{2}-{\vec {r}}_{1}}{|{\vec {r}}_{2}-{\vec {r}}_{1}|^{3}}}+{\vec {\jmath }}_{2}\left({\vec {\jmath }}_{1}\cdot {\frac {{\vec {r}}_{2}-{\vec {r}}_{1}}{|{\vec {r}}_{2}-{\vec {r}}_{1}|^{3}}}\right)}
Die Eigenschaft der Integration entlang geschlossener Kurven führt dazu, dass sich jeweils letzterer Term zu Null ergibt. Folglich kann die Kraft auch einfacher beschrieben werden durch:
{\displaystyle {\vec {F}}_{m}^{1\rightarrow 2}=-{\frac {\mu _{0}I_{1}I_{2}}{4\pi }}\oint _{\ell _{1}}\oint _{\ell _{2}}\left(\mathrm {d} {\vec {\ell }}_{2}\cdot \mathrm {d} {\vec {\ell }}_{1}\right){\frac {{\vec {r}}_{2}-{\vec {r}}_{1}}{|{\vec {r}}_{2}-{\vec {r}}_{1}|^{3}}}}
bzw.
{\displaystyle {\vec {F}}_{m}^{1\rightarrow 2}=-{\frac {\mu _{0}}{4\pi }}\int _{V_{1}}\int _{V_{2}}\left({\vec {\jmath }}_{2}({\vec {r}}_{2})\cdot {\vec {\jmath }}_{1}({\vec {r}}_{1})\right){\frac {{\vec {r}}_{2}-{\vec {r}}_{1}}{|{\vec {r}}_{2}-{\vec {r}}_{1}|^{3}}}\mathrm {d} ^{3}r_{2}\mathrm {d} ^{3}r_{1}}
In dieser Form des Kraftgesetzes wird deutlich, dass das 3. Newton'sche Axiom erfüllt ist ({\displaystyle {\vec {F}}_{m}^{1\rightarrow 2}=-{\vec {F}}_{m}^{2\rightarrow 1}}). Die Formulierung mit Kreuzprodukt gibt diese Eigenschaft nicht explizit, sondern nur unter der Voraussetzung von geschlossenen Stromlinien. Die differentielle Form hat daher in diesem Sinn keine physikalische Aussagekraft, was jedoch kein Problem darstellt, da in realen Systemen elektrische Stromkreise in der Regel geschlossen sind. Die Begründung für die komplizierter anmutende Formulierung mit Kreuzprodukten liegt darin, dass so die Definition der magnetischen Flussdichte durch das Biot-Savart-Gesetz eleganter durchführbar ist. Bei solcher Formulierung des magnetostatischen Kraftgesetzes gibt es demnach den Freiheitsgrad eines Gradientenfeldes, welches nach der Integration keinen effektiven Beitrag liefert. In der ursprünglichen Formulierung von Ampère wurde z. B. eine andere „Eichung“ gewählt.
Weiterhin ist zu erwähnen, dass die Formulierung des Kraftgesetzes mit Stromdichten als allgemeiner anzusehen ist. Anhand dieser Formulierung schließt sich der Bogen vom Graßmann-Ampère’schen Kraftgesetzt zu den Maxwell-Gleichungen der Magnetostatik. Aus dem Kraftgesetzt lässt sich das Biot-Savart-Gesetz entnehmen, und schließlich lässt sich vom Biot-Savart-Gesetz auf die magnetostatischen Maxwell-Gleichungen für die magnetische Flussdichte schließen, in denen die elektrische Stromdichte enthalten ist und nicht etwa ein Linienstrom.
Aus letzterer Formulierung der magnetischen Kraft geht hervor, dass bei parallel gerichteten Stromdichten die Kraftwirkung anziehend ist, wohingegen bei antiparallel gerichteten Stromdichten eine abstoßende Kraft wirkt. Verglichen mit dem Coulomb’schen Kraftgesetz der Elektrostatik ist dies ein umgekehrtes Wirkungsprinzip. In der Elektrostatik ziehen sich ungleichnamige Ladungen an und gleichnamige stoßen sich ab.
Es zeigt sich, dass das Ampère’sche Kraftgesetz konservativ ist, was bedeutet, dass eine zugehörige potentielle Energie definiert werden kann. Zur Herleitung stellt man zunächst wie folgt um:
{\displaystyle {\begin{aligned}{\vec {F}}_{m}^{1\rightarrow 2}&=-{\frac {\mu _{0}}{4\pi }}\int _{V_{1}}\int _{V_{2}}\left({\vec {\jmath }}_{2}({\vec {r}}_{2})\cdot {\vec {\jmath }}_{1}({\vec {r}}_{1})\right){\frac {{\vec {r}}_{2}-{\vec {r}}_{1}}{|{\vec {r}}_{2}-{\vec {r}}_{1}|^{3}}}\mathrm {d} ^{3}r_{2}\mathrm {d} ^{3}r_{1}\\&={\frac {\mu _{0}}{4\pi }}\int _{V_{1}}\int _{V_{2}}\left({\vec {\jmath }}_{2}({\vec {r}}_{2})\cdot {\vec {\jmath }}_{1}({\vec {r}}_{1})\right)\nabla _{{\vec {r}}_{2}}\left({\frac {1}{|{\vec {r}}_{2}-{\vec {r}}_{1}|}}\right)\mathrm {d} ^{3}r_{2}\mathrm {d} ^{3}r_{1}\\&={\frac {\mu _{0}}{4\pi }}\int _{V_{1}}\int _{V_{2}}{\frac {\partial }{\partial {\vec {r}}_{2}^{T}}}\left({\frac {{\vec {\jmath }}_{1}({\vec {r}}_{1})}{|{\vec {r}}_{2}-{\vec {r}}_{1}|}}\right)\cdot {\vec {\jmath }}_{2}({\vec {r}}_{2})\mathrm {d} ^{3}r_{2}\mathrm {d} ^{3}r_{1}\\&=\int _{V_{2}}{\frac {\partial }{\partial {\vec {r}}_{2}^{T}}}\left({\frac {\mu _{0}}{4\pi }}\int _{V_{1}}{\frac {{\vec {\jmath }}_{1}({\vec {r}}_{1})}{|{\vec {r}}_{2}-{\vec {r}}_{1}|}}\mathrm {d} ^{3}r_{1}\right)\cdot {\vec {\jmath }}_{2}({\vec {r}}_{2})\mathrm {d} ^{3}r_{2}\\&=\int _{V_{2}}\left.{\frac {\partial {\vec {A}}_{1}}{\partial {\vec {r}}^{T}}}\right|_{{\vec {r}}={\vec {r}}_{2}}\cdot {\vec {\jmath }}_{2}({\vec {r}}_{2})\mathrm {d} ^{3}r_{2}\end{aligned}}}
Hier wird das magnetische Vektorpotential {\displaystyle {\vec {A}}_{1}} eingeführt:
{\displaystyle {\vec {A}}_{1}({\vec {r}})={\frac {\mu _{0}}{4\pi }}\int _{V_{1}}{\frac {{\vec {\jmath }}_{1}({\vec {r}}')}{|{\vec {r}}-{\vec {r}}'|}}\mathrm {d} ^{3}r'}
Wobei die Notation {\displaystyle \partial {\vec {A}}_{1}/\partial {\vec {r}}^{T}} der Jacobi-Matrix entspricht. Zur Bemessung der magnetischen Kraft an verschiedenen Orten führt man den Verschiebungsvektor {\displaystyle {\vec {\xi }}} wie folgt ein, sodass sich die Ableitung vor das Integral ziehen lässt:
{\displaystyle {\begin{aligned}{\vec {F}}_{m}^{1\rightarrow 2}({\vec {\xi }})&=\int _{V_{2}}\left.{\frac {\partial {\vec {A}}_{1}}{\partial {\vec {r}}^{T}}}\right|_{{\vec {r}}={\vec {r}}_{2}+{\vec {\xi }}}\cdot {\vec {\jmath }}_{2}({\vec {r}}_{2})\mathrm {d} ^{3}r_{2}\\&=\nabla _{\vec {\xi }}\int _{V_{2}}{\vec {A}}_{1}({\vec {r}}_{2}+{\vec {\xi }})\cdot {\vec {\jmath }}_{2}({\vec {r}}_{2})\mathrm {d} ^{3}r_{2}\end{aligned}}}
Entsprechend der Gradienten-Beziehung von Kraft und potentieller Energie {\displaystyle {\vec {F}}_{m}^{1\rightarrow 2}({\vec {\xi }})=-\nabla _{\vec {\xi }}E_{\mathrm {pot} }^{12}({\vec {\xi }})}, folgt daraus schließlich die potentielle Energie:
{\displaystyle {\begin{aligned}E_{\mathrm {pot} }^{12}({\vec {\xi }})&=-\int _{V_{2}}{\vec {A}}_{1}({\vec {r}}_{2}+{\vec {\xi }})\cdot {\vec {\jmath }}_{2}({\vec {r}}_{2})\mathrm {d} ^{3}r_{2}\end{aligned}}}
bzw. unabhängig von {\displaystyle {\vec {\xi }}}:
{\displaystyle {\begin{aligned}E_{\mathrm {pot} }^{12}&=-\int _{V_{2}}{\vec {\jmath }}_{2}({\vec {r}}_{2})\cdot {\vec {A}}_{1}({\vec {r}}_{2})\mathrm {d} ^{3}r_{2}=-{\frac {\mu _{0}}{4\pi }}\int _{V_{2}}\int _{V_{1}}{\frac {{\vec {\jmath }}_{1}({\vec {r}}_{1}){\vec {\jmath }}_{2}({\vec {r}}_{2})}{|{\vec {r}}_{2}-{\vec {r}}_{1}|}}\mathrm {d} ^{3}r_{2}\mathrm {d} ^{3}r_{1}\end{aligned}}}
Auch hier ist bis auf das negative Vorzeichen die Analogie zur potentiellen Energie in der Elektrostatik erkennbar.

### Kraft wirkend auf eine Stromdichte in externem Magnetfeld
Durch Definition der magnetischen Flussdichte gemäß dem Biot-Savart-Gesetz:
{\displaystyle {\vec {B}}({\vec {r}})={\frac {\mu _{0}}{4\pi }}\int _{V}{\vec {\jmath }}({\vec {r}}')\times {\frac {{\vec {r}}-{\vec {r}}'}{|{\vec {r}}-{\vec {r}}'|^{3}}}\mathrm {d} ^{3}r'},
überführt sich die weiter oben angegebene Kraft wie folgt:
{\displaystyle {\vec {F}}_{m}^{1\rightarrow 2}={\frac {\mu _{0}}{4\pi }}\int _{V_{1}}\int _{V_{2}}{\vec {\jmath }}_{2}({\vec {r}}_{2})\times \left({\vec {\jmath }}_{1}({\vec {r}}_{1})\times {\frac {{\vec {r}}_{2}-{\vec {r}}_{1}}{|{\vec {r}}_{2}-{\vec {r}}_{1}|^{3}}}\right)\mathrm {d} ^{3}r_{2}\mathrm {d} ^{3}r_{1}\quad \rightarrow \quad {\vec {F}}_{m}^{1\rightarrow 2}=\int _{V_{2}}{\vec {\jmath }}_{2}({\vec {r}})\times {\vec {B}}_{1}({\vec {r}})\;\mathrm {d} ^{3}r}
Wird die Stromdichte als die Kombination von elektrischer Ladungsdichte {\displaystyle \rho _{e}({\vec {r}})} und einem Geschwindigkeitsfeld {\displaystyle {\vec {v}}({\vec {r}})} gemäß {\displaystyle {\vec {\jmath }}=\rho _{e}({\vec {r}}){\vec {v}}({\vec {r}})} beschrieben, so findet sich hier der direkte Zusammenhang mit der Lorentzkraft im engeren Sinne (für elektrische Punktladung: {\displaystyle {\vec {F}}_{L}=q_{e}{\vec {v}}\times {\vec {B}}}).

### Kraft wirkend auf ein magnetisiertes Volumen in externem Magnetfeld
Die magnetostatische Kraft wirkend auf ein Volumen {\displaystyle V} mit Magnetisierung {\displaystyle {\vec {M}}} welches sich in einem Magnetfeld {\displaystyle {\vec {B}}_{\mathrm {ext} }} herrührend von einer externen Ursache befindet ist beschrieben durch:
{\displaystyle {\vec {F}}_{m}=\int _{V}[{\vec {M}}({\vec {r}})\cdot \nabla ]{\vec {B}}_{\mathrm {ext} }({\vec {r}})\mathrm {d} ^{3}r}
Explizit versteht sich diese Notation wie folgt:
{\displaystyle [{\vec {M}}({\vec {r}})\cdot \nabla ]{\vec {B}}_{\mathrm {ext} }({\vec {r}})=\left[M_{x}({\vec {r}}){\frac {\partial }{\partial x}}+M_{y}({\vec {r}}){\frac {\partial }{\partial y}}+M_{z}({\vec {r}}){\frac {\partial }{\partial z}}\right]{\vec {B}}_{\mathrm {ext} }({\vec {r}})={\begin{bmatrix}M_{x}({\vec {r}}){\frac {\partial B_{x,\mathrm {ext} }}{\partial x}}+M_{y}({\vec {r}}){\frac {\partial B_{x,\mathrm {ext} }}{\partial y}}+M_{z}({\vec {r}}){\frac {\partial B_{x,\mathrm {ext} }}{\partial z}}\\M_{x}({\vec {r}}){\frac {\partial B_{y,\mathrm {ext} }}{\partial x}}+M_{y}({\vec {r}}){\frac {\partial B_{y,\mathrm {ext} }}{\partial y}}+M_{z}({\vec {r}}){\frac {\partial B_{y,\mathrm {ext} }}{\partial z}}\\M_{x}({\vec {r}}){\frac {\partial B_{z,\mathrm {ext} }}{\partial x}}+M_{y}({\vec {r}}){\frac {\partial B_{z,\mathrm {ext} }}{\partial y}}+M_{z}({\vec {r}}){\frac {\partial B_{z,\mathrm {ext} }}{\partial z}}\end{bmatrix}}}
Bei dieser Formulierung wird davon ausgegangen, dass innerhalb des Volumens die Rotation der magnetischen Flussdichte gleich Null ist ({\displaystyle \nabla \times {\vec {B}}_{\mathrm {ext} }={\vec {0}},\quad \forall {\vec {r}}\in V}). Sind elektrische Ströme innerhalb des Volumens {\displaystyle V} vorhanden, so genügt die hier angegebene Formulierung nicht mehr.

### Kraft wirkend auf ein magnetisiertes Volumen herrührend von eingeprägter Stromdichte
Wird ein magnetisiertes Volumen {\displaystyle V} mit Magnetisierung {\displaystyle {\vec {M}}({\vec {r}})} von einer von extern eingeprägten Stromdichte {\displaystyle {\vec {\jmath }}_{\mathrm {ext} }} durchflossen, so ist die auf das magnetisierte Volumen wirkende Kraft beschrieben durch:
{\displaystyle {\vec {F}}_{m}=\int _{V}[{\vec {M}}({\vec {r}})\cdot \nabla ]{\vec {B}}_{\mathrm {ext} }({\vec {r}})+{\vec {M}}({\vec {r}})\times [\nabla \times {\vec {B}}_{\mathrm {ext} }({\vec {r}})]\;\mathrm {d} ^{3}r},
wobei {\displaystyle \nabla \times {\vec {B}}_{\mathrm {ext} }({\vec {r}})=\mu _{0}{\vec {\jmath }}_{\mathrm {ext} }({\vec {r}})}.

### Polstärke – Beschreibung durch fiktive magnetische Punktladungen
Obwohl es keine isolierten magnetischen Ladungen (magnetische Monopole) gibt, können magnetostatische Effekte mit einer Analogie zur Elektrostatik veranschaulicht werden. Dies wird insbesondere in der Schulphysik benutzt: Man betrachtet einen Stabmagneten der Länge l als zwei entgegensetzte magnetische Ladungen (Pole) im Abstand l. Das Analogon zur elektrischen Ladung ist die magnetische Polstärke {\displaystyle p}. Die Polstärke ist so definiert, dass das magnetische Kraftgesetz (auch: magnetostatisches Kraftgesetz) analog zur Coulomb-Kraft formuliert werden kann:
{\displaystyle F={\frac {1}{4\pi \mu _{0}}}{\frac {p_{1}\cdot p_{2}}{r^{2}}}.}
F ist hierbei die magnetische Kraft, die zwischen zwei Magnetpolen der Polstärke {\displaystyle p_{1}} und {\displaystyle p_{2}} im Abstand {\displaystyle r} wirkt; μ0 ist die magnetische Feldkonstante. Die Polstärke ist von der gleichen Dimension wie der magnetische Fluss und wird somit in der Einheit Weber angegeben.
Aus der Definition folgt z. B. bei einem homogenen Feld mit bekannter Flussdichte B und Fläche A für die Kraft:
{\displaystyle F={\frac {1}{4\pi \mu _{0}}}{\frac {\Phi _{1}\cdot \Phi _{2}}{r^{2}}}={\frac {1}{4\pi \mu _{0}}}{\frac {B_{1}A_{1}\cdot B_{2}A_{2}}{r^{2}}}}

## Feldtheorie
Die Feldtheorie der Magnetostatik ist didaktisch auf im Wesentlichen zwei unterschiedliche Arten zu vermitteln. Der historische (oder induktive) Ansatz geht zunächst von der Naturbeobachtung von Kräften aus, deren Wirkungsprinzip folglich anhand von Experimenten tiefer untersucht, und schlussendlich in einem physikalischen Kraft-Gesetz auf eine möglichst einfache und allgemeine Weise mathematisch formuliert wird. Durch weitere mathematische Untersuchung des Kraftgesetzes im Sinne der Trennung von Ursache und Wirkung finden sich dann die Feldgleichungen (Maxwell-Gleichungen). Der deduktive Ansatz geht davon aus, dass die Maxwell-Gleichungen bereits bekannt sind.

### Herleitung der Maxwell-Gleichungen aus dem Ampère’schen Kraftgesetz
Ausgegangen wird vom Graßmann-Ampère’schen Kraftgesetz:
{\displaystyle {\vec {F}}_{m}^{1\rightarrow 2}={\frac {\mu _{0}}{4\pi }}\int _{V_{1}}\int _{V_{2}}{\vec {\jmath }}_{2}({\vec {r}}_{2})\times \left({\vec {\jmath }}_{1}({\vec {r}}_{1})\times {\frac {{\vec {r}}_{2}-{\vec {r}}_{1}}{|{\vec {r}}_{2}-{\vec {r}}_{1}|^{3}}}\right)\mathrm {d} ^{3}r_{2}\mathrm {d} ^{3}r_{1}},
bei welchem in dieser Form die elektrische Stromdichte {\displaystyle {\vec {\jmath }}_{1}} als Ursache der magnetischen Kraft angesehen wird, welche auf die elektrische Stromdichte {\displaystyle {\vec {\jmath }}_{2}} wirkt. An dieser Stelle ist die Miteinbeziehung der Ladungserhaltung von wichtiger Bedeutung, welche sich in der Divergenzfreiheit der Stromdichten niederschlägt ({\displaystyle \nabla \cdot {\vec {\jmath }}_{i}=0}).  wird die magnetische Flussdichte {\displaystyle {\vec {B}}_{1}} entnommen. Diese Form der magnetischen Flussdichte wird als Biot-Savart-Gesetz bezeichnet:
{\displaystyle {\vec {B}}_{1}({\vec {r}})={\frac {\mu _{0}}{4\pi }}\int _{V_{1}}{\vec {\jmath }}_{1}({\vec {r}}')\times {\frac {{\vec {r}}-{\vec {r}}'}{|{\vec {r}}-{\vec {r}}'|^{3}}}\mathrm {d} ^{3}r'}
Somit schreibt sich das Graßmann-Ampère’sche Kraftgesetz wie folgt:
{\displaystyle {\vec {F}}_{m}^{1\rightarrow 2}=\int _{V_{2}}{\vec {\jmath }}_{2}({\vec {r}})\times {\vec {B}}_{1}({\vec {r}})\mathrm {d} ^{3}r}
Die weitere Untersuchung widmet sich nun dem Biot-Savart-Gesetz (zur Einfachheit verzichten wir auf den Index). Es zeigt sich zunächst, dass das Biot-Savart-Gesetz sich ebenfalls darstellen lässt durch:
{\displaystyle {\vec {B}}({\vec {r}})={\frac {\mu _{0}}{4\pi }}\nabla \times \int _{V}{\frac {{\vec {\jmath }}({\vec {r}}')}{|{\vec {r}}-{\vec {r}}'|}}\mathrm {d} ^{3}r'}
Dies impliziert bereits die Divergenzfreiheit der magnetischen Flussdichte: {\displaystyle \nabla \cdot {\vec {B}}=0}.
Die Rotation der magnetischen Flussdichte findet sich ebenfalls:
{\displaystyle {\begin{aligned}\nabla \times {\vec {B}}({\vec {r}})&={\frac {\mu _{0}}{4\pi }}\nabla \times \nabla \times \int _{V}{\frac {{\vec {\jmath }}({\vec {r}}')}{|{\vec {r}}-{\vec {r}}'|}}\mathrm {d} ^{3}r'\\&={\frac {\mu _{0}}{4\pi }}\nabla \nabla \cdot \int _{V}{\frac {{\vec {\jmath }}({\vec {r}}')}{|{\vec {r}}-{\vec {r}}'|}}\mathrm {d} ^{3}r'-{\frac {\mu _{0}}{4\pi }}\Delta \int _{V}{\frac {{\vec {\jmath }}({\vec {r}}')}{|{\vec {r}}-{\vec {r}}'|}}\mathrm {d} ^{3}r'\\&={\frac {\mu _{0}}{4\pi }}\nabla \int _{V}{\frac {[\nabla _{{\vec {r}}'}\cdot {\vec {\jmath }}({\vec {r}}')]}{|{\vec {r}}-{\vec {r}}'|}}\mathrm {d} ^{3}r'-{\frac {\mu _{0}}{4\pi }}\int _{V}\Delta _{\vec {r}}\left({\frac {1}{|{\vec {r}}-{\vec {r}}'|}}\right){\vec {\jmath }}({\vec {r}}')\mathrm {d} ^{3}r'\\&={\frac {\mu _{0}}{4\pi }}\int _{V}(4\pi \delta ({\vec {r}}-{\vec {r}}')){\vec {\jmath }}({\vec {r}}')\mathrm {d} ^{3}r'\\&=\mu _{0}{\vec {\jmath }}({\vec {r}})\end{aligned}}}
Die Rotation der magnetischen Flussdichte entspricht folglich: {\displaystyle \nabla \times {\vec {B}}=\mu _{0}{\vec {\jmath }}} (Ampèresches Gesetz).
Man beachte, dass in dieser Herleitung die Ladungserhaltung gemäß {\displaystyle \nabla \cdot {\vec {\jmath }}=0}, die Laplace-Identität {\textstyle \Delta _{\vec {r}}\left({\frac {1}{|{\vec {r}}-{\vec {r}}'|}}\right)=-4\pi \delta ({\vec {r}}-{\vec {r}}')}, und die Identität {\displaystyle \nabla \times \nabla \times {\vec {F}}=\nabla \nabla \cdot {\vec {F}}-\Delta {\vec {F}}}  verwendet wurden.
Zusammengefasst erhält man die Maxwellgleichungen der Magnetostatik in differentieller Form:
1. {\displaystyle \nabla \cdot {\vec {B}}=0}
2. {\displaystyle \nabla \times {\vec {B}}=\mu _{0}{\vec {\jmath }}}

Definiert man weiterhin das magnetische Vektorpotential:
{\displaystyle {\vec {A}}={\frac {\mu _{0}}{4\pi }}\int _{V}{\frac {{\vec {\jmath }}({\vec {r}}')}{|{\vec {r}}-{\vec {r}}'|}}\mathrm {d} ^{3}r'},
sodass {\displaystyle {\vec {B}}=\nabla \times {\vec {A}}}, so wird aus der obigen Herleitung klar, dass die Divergenz des magnetischen Vektorpotentials ebenfalls verschwinden muss. Die Coulomb-Eichung des magnetischen Vektorpotentials, welche im nächsten Abschnitt bei der Herleitung der magnetischen Flussdichte aus den Maxwell-Gleichungen Verwendung findet, ist somit in dieser Herangehensweise eine Schlussfolgerung aus der Ladungserhaltung. Für das Vektorpotential gilt schließlich die Poisson-Gleichung {\displaystyle \Delta {\vec {A}}=-\mu _{0}{\vec {\jmath }}}.

### Herleitung des magnetischen Feldes mit elektrischer Stromdichte als Ursache
Für zeitlich konstante Felder „entkoppeln“ die Gleichungen für elektrische (E) und magnetische (B) Felder: setzt man in den Maxwellgleichungen alle Zeitableitungen gleich 0, so entstehen Gleichungen, die nicht gleichzeitig E und B enthalten. Die Phänomene der Magnetostatik lassen sich mit folgenden zwei reduzierten Maxwell-Gleichungen beschreiben:
1. {\displaystyle \nabla \cdot {\vec {B}}=0}
2. {\displaystyle \nabla \times {\vec {B}}=\mu _{0}{\vec {\jmath }}}

Beachtenswert ist, dass in dieser stationären Betrachtung (zeitlich konstant, statisch) die Divergenz der elektrische Stromdichte {\displaystyle {\vec {\jmath }}} stets gleich Null ist. Dieser Aspekt steht im Zusammenhang mit der Kontinuitätsgleichung {\displaystyle \nabla \cdot {\vec {\jmath }}+\partial _{t}\rho _{e}=0} für die elektrische Stromdichte, wobei {\displaystyle \rho _{e}} die elektrische Volumenladungsdichte repräsentiert. D.h., im hier betrachteten statischen Fall gilt: {\displaystyle \nabla \cdot {\vec {\jmath }}=0}.
Man führt das Vektorpotential {\displaystyle {\vec {A}}} als Hilfsfeld mit folgender Definition ein:
{\displaystyle {\vec {B}}=\nabla \times {\vec {A}}}
Dadurch wird automatisch die Gleichung {\displaystyle \nabla \cdot {\vec {B}}=0} erfüllt, da die Divergenz eines Rotationsfeldes identisch 0 ist {\displaystyle \nabla \cdot \left({\nabla \times {\vec {A}}}\right)\equiv 0}.
{\displaystyle {\vec {A}}} ist jedoch nicht eindeutig bestimmt, da {\displaystyle {\vec {B}}} invariant ist unter einer Eichtransformation {\displaystyle \chi } mit {\displaystyle {\vec {A}}'={\vec {A}}+\nabla \chi }. D. h. die durch A und A’ festgelegten B-Felder sind identisch. Dies ergibt sich aus
{\displaystyle {\vec {B}}'=\nabla \times {\vec {A}}'=\nabla \times {\vec {A}}+\nabla \times \nabla \chi =\nabla \times {\vec {A}}={\vec {B}}},
da die Rotation des Gradienten eines Skalarfeldes verschwindet.
Setzt man {\displaystyle {\vec {B}}=\nabla \times {\vec {A}}} in die inhomogene Maxwellgleichung (obige Gleichung 2)
{\displaystyle \mu _{0}{\vec {\jmath }}=\nabla \times \nabla \times {\vec {A}}=\nabla \left({\nabla \cdot {\vec {A}}}\right)-\Delta {\vec {A}}}
ein ({\displaystyle \Delta } ist der Laplace-Operator), so ergibt sich mit der Coulomb-Eichung {\displaystyle \nabla \cdot {\vec {A}}=0} die besonders einfache Form:
{\displaystyle \Delta {\vec {A}}=-\mu _{0}{\vec {\jmath }}}
Dies stellt für jede Komponente eine Poisson-Gleichung dar, die durch
{\displaystyle {\vec {A}}({\vec {r}})={\frac {\mu _{0}}{4\pi }}\int _{\mathbb {R} ^{3}}\mathrm {d} ^{3}r'{\frac {{\vec {\jmath }}({\vec {r}}\,')}{|{\vec {r}}-{\vec {r}}\,'|}}}
gelöst wird.
Wendet man die Rotation auf A an so erhält man das Biot-Savart-Gesetz für das physikalisch relevante B-Feld
{\displaystyle {\vec {B}}\left({\vec {r}}\right)=\nabla \times {\vec {A}}\left({\vec {r}}\right)={\frac {\mu _{0}}{4\pi }}\int _{\mathbb {R} ^{3}}{\nabla _{\vec {r}}\times {\frac {{\vec {\jmath }}\left({{\vec {r}}\,'}\right)}{\left|{{\vec {r}}-{\vec {r}}\,'}\right|}}}\mathrm {d} ^{3}r'={\frac {\mu _{0}}{4\pi }}\int _{\mathbb {R} ^{3}}{\left({\nabla _{\vec {r}}{\frac {1}{\left|{{\vec {r}}-{\vec {r}}\,'}\right|}}}\right)\times }{\vec {\jmath }}\left({{\vec {r}}\,'}\right)\mathrm {d} ^{3}r'={\frac {\mu _{0}}{4\pi }}\int _{\mathbb {R} ^{3}}{{\vec {\jmath }}\left({{\vec {r}}\,'}\right)\times {\frac {{\vec {r}}-{\vec {r}}\,'}{\left|{{\vec {r}}-{\vec {r}}\,'}\right|^{3}}}\mathrm {d} ^{3}r'}}
Für einen Stromfaden geht {\displaystyle {\vec {\jmath }}\left({{\vec {r}}\,'}\right)\mathrm {d} ^{3}r'} zu {\displaystyle I\,\mathrm {d} {\vec {s}}\,'} über:
{\displaystyle {\vec {B}}\left({\vec {r}}\right)={\frac {\mu _{0}}{4\pi }}I\int _{s}{\mathrm {d} {\vec {s}}\,'\times {\frac {{\vec {r}}-{\vec {r}}\,'}{\left|{{\vec {r}}-{\vec {r}}\,'}\right|^{3}}}}}
Allgemeiner stellt sich das Biot-Savart-Gesetz mit dem Faltungsprodukt „{\displaystyle \ast }“ (Faltungsintegral) dar. Die Verwendung der Faltungsalgebra vereinfacht die Darstellungen und ermöglicht einfachere Termumformungen. Das magnetische Vektorpotential und die magnetische Flussdichte stellen sich unter Verwendung des Faltungsproduktes wie folgt dar:
{\displaystyle {\vec {A}}({\vec {r}})={\frac {\mu _{0}}{4\pi }}\left[{\frac {1}{|{\vec {r}}|}}\ast {\vec {\jmath }}\right]}
{\displaystyle {\vec {B}}({\vec {r}})={\frac {\mu _{0}}{4\pi }}\nabla \times \left[{\frac {1}{|{\vec {r}}|}}\ast {\vec {\jmath }}\right]}
Durch korrekte Anwendung der Faltungsalgebra und zugehörigen Ableitungsregeln ist es zum Beispiel trivial zu zeigen, dass die Divergenz des magnetischen Vektorpotential verschwindet:
{\displaystyle \nabla \cdot {\vec {A}}({\vec {r}})={\frac {\mu _{0}}{4\pi }}\nabla \cdot \left[{\frac {1}{|{\vec {r}}|}}\ast {\vec {\jmath }}\right]={\frac {\mu _{0}}{4\pi }}\left[{\frac {1}{|{\vec {r}}|}}\ast \nabla \cdot {\vec {\jmath }}\right]=0}
(Man bemerke, dass die Divergenz der elektrischen Stromdichte aufgrund der Ladungserhaltung gleich Null ist.)

### Herleitung des magnetischen Feldes mit Magnetisierung als Ursache
Eine alternative Formulierung, welche im Kontext von, z. B., Permanentmagneten von hohem Interesse ist, wird durch die Einführung der Magnetisierung {\displaystyle {\vec {M}}} erreicht. Die Magnetisierung lässt sich in der statischen Betrachtung durch die Kontinuumgleichung für die elektrische Stromdichte einführen. Für die stationäre elektrische Stromdichte gilt die Gleichung {\displaystyle \nabla \cdot {\vec {\jmath }}=0}, welche durch Einführung der Magnetisierung durch {\displaystyle {\vec {\jmath }}=\nabla \times {\vec {M}}} erfüllt ist. Für den Fall, dass die Magnetisierung im Bezug auf gebundene elektrische Ströme verwendet wird, muss weiterhin das folgende Integral verschwinden:
{\displaystyle \int _{\mathbb {R} ^{3}}{\vec {\jmath }}({\vec {r}})\;\mathrm {d} ^{3}r=\int _{\mathbb {R} ^{3}}\nabla \times {\vec {M}}({\vec {r}})\;\mathrm {d} ^{3}r={\vec {0}}}.
Dies ist das hinreichende Integral-Kriterium für geschlossene, nicht-divergierende Stromlinien, wohingegen die differentielle Gleichung {\displaystyle \nabla \cdot {\vec {\jmath }}=0} eine notwendige Bedingung darstellt. Mit der Magnetisierung lassen sich die magnetostatischen Maxwell-Gleichungen wie folgt angeben:
1. {\displaystyle \nabla \cdot {\vec {B}}=0}
2. {\displaystyle \nabla \times {\vec {B}}=\mu _{0}\nabla \times {\vec {M}}}

Analog zur Formulierung mit elektrischer Stromdichte lässt sich unter Berücksichtigung der Coulomb-Eichung nachfolgende Poisson-Gleichung für das magnetische Vektorpotential angeben:
{\displaystyle \Delta {\vec {A}}=-\mu _{0}\nabla \times {\vec {M}}}
An dieser Stelle bietet es sich an ein weiteres Vektorpotential {\displaystyle {\vec {\Pi }}_{m}}, der magnetische Hertz-Vektor (benannt nach Heinrich Hertz), gemäß {\displaystyle {\vec {A}}=\nabla \times {\vec {\Pi }}_{m}} einzuführen. Dies ermöglicht es wiederum eine einfache Poisson-Gleichung zu formulieren:
{\displaystyle \Delta {\vec {A}}=-\mu _{0}\nabla \times {\vec {M}}\quad \rightarrow \quad \nabla \times \left(\Delta {\vec {\Pi }}_{m}+\mu _{0}{\vec {M}}\right)={\vec {0}}\quad \rightarrow \quad \Delta {\vec {\Pi }}_{m}=-\mu _{0}{\vec {M}}}
Analog wie bei der Formulierung mit elektrischer Stromdichte lässt sich die Lösung mit folgendem Faltungs-Integral angeben:
{\displaystyle {\vec {\Pi }}_{m}({\vec {r}})={\frac {\mu _{0}}{4\pi }}\int _{\mathbb {R} ^{3}}\mathrm {d} ^{3}r'{\frac {{\vec {M}}({\vec {r}}')}{|{\vec {r}}-{\vec {r}}'|}}}
Die zu diesem magnetischen Hertz-Vektor gehörigen Felder finden sich durch differentiation. Diese können wie folgt angegeben werden:
{\displaystyle {\vec {A}}({\vec {r}})=\nabla \times {\vec {\Pi }}_{m}=-{\frac {\mu _{0}}{4\pi }}\int _{\mathbb {R} ^{3}}{\frac {{\vec {r}}-{\vec {r}}'}{|{\vec {r}}-{\vec {r}}'|^{3}}}\times {\vec {M}}({\vec {r}}')\mathrm {d} ^{3}r'}
{\displaystyle {\vec {B}}({\vec {r}})=\nabla \times \nabla \times {\vec {\Pi }}_{m}=\nabla \times {\vec {A}}={\frac {\mu _{0}}{4\pi }}\int _{\mathbb {R} ^{3}}\left[3{\frac {({\vec {r}}-{\vec {r}}')\otimes ({\vec {r}}-{\vec {r}}')}{|{\vec {r}}-{\vec {r}}'|^{5}}}-{\frac {I_{3}}{|{\vec {r}}-{\vec {r}}'|^{3}}}+{\frac {8\pi }{3}}I_{3}\delta ({\vec {r}}-{\vec {r}}')\right]{\vec {M}}({\vec {r}}')\mathrm {d} ^{3}r'}
{\displaystyle \varphi _{m}({\vec {r}})=-\mu _{0}^{-1}\nabla \cdot {\vec {\Pi }}_{m}={\frac {1}{4\pi }}\int _{\mathbb {R} ^{3}}{\frac {{\vec {r}}-{\vec {r}}'}{|{\vec {r}}-{\vec {r}}'|^{3}}}\cdot {\vec {M}}({\vec {r}}')\mathrm {d} ^{3}r'}
{\displaystyle {\vec {H}}({\vec {r}})=\mu _{0}^{-1}\nabla \nabla \cdot {\vec {\Pi }}_{m}=-\nabla \varphi _{m}={\frac {1}{4\pi }}\int _{\mathbb {R} ^{3}}\left[3{\frac {({\vec {r}}-{\vec {r}}')\otimes ({\vec {r}}-{\vec {r}}')}{|{\vec {r}}-{\vec {r}}'|^{5}}}-{\frac {I_{3}}{|{\vec {r}}-{\vec {r}}'|^{3}}}-{\frac {4\pi }{3}}I_{3}\delta ({\vec {r}}-{\vec {r}}')\right]{\vec {M}}({\vec {r}}')\mathrm {d} ^{3}r'}
Hier stellt „{\displaystyle \otimes }“ das dyadische Produkt (äußeres Produkt) und {\displaystyle I_{3}} die Einheitsmatrix dar. Aus diesen Lösungen folgt ebenfalls die Beziehung von Magnetisierung {\displaystyle {\vec {M}}}, magnetischer Feldstärke {\displaystyle {\vec {H}}} und magnetischer Flussdichte {\displaystyle {\vec {B}}} gemäß {\displaystyle {\vec {B}}=\mu _{0}({\vec {H}}+{\vec {M}})}. Ein Vorteil der Darstellung mit dyadischem Produkt ist die Möglichkeit der Separierung von Integrations-Kernel und Quelle. So wird offensichtlicher, dass sich alle obigen Formulierungen auch allgemeiner durch ein Faltungsprodukt darstellen lassen. Ein Vorteil der Verwendung der Faltungsalgebra liegt in der Übersichtlichkeit von Umformungen. So finden sich leichter alternative Darstellungen der obigen Integrale. Mit Faltungsprodukt (Faltungsintegral) „{\displaystyle \ast }“ stellen sich die Felder wie folgt dar:
{\displaystyle {\vec {B}}({\vec {r}})={\frac {\mu _{0}}{4\pi }}\nabla \times \nabla \times \left[{\frac {1}{|{\vec {r}}|}}\ast {\vec {M}}\right]}
{\displaystyle {\vec {H}}({\vec {r}})={\frac {1}{4\pi }}\nabla \nabla \cdot \left[{\frac {1}{|{\vec {r}}|}}\ast {\vec {M}}\right]}
Aufgrund der Kommutativität des Faltungsproduktes ist so offensichtlich, dass die Felder auf acht (bzw. 16 wenn man berücksichtigt, dass durch {\displaystyle {\vec {B}}=\mu _{0}({\vec {H}}+{\vec {M}})} von {\displaystyle {\vec {B}}} auf {\displaystyle {\vec {H}}} und umgekehrt geschlossen werden kann) unterschiedliche Weisen berechnet werden können. Die obigen Varianten sind solche, bei denen die Nabla-Operatoren ausschließlich auf die Greensche Funktion {\displaystyle 1/|{\vec {r}}|} angewandt werden. Eine weitere sehr übliche Variante findet sich durch Anwendung der inneren Nabla-Operationen auf die Magnetisierung:
{\displaystyle {\vec {B}}({\vec {r}})={\frac {\mu _{0}}{4\pi }}\nabla \times \nabla \times \left[{\frac {1}{|{\vec {r}}|}}\ast {\vec {M}}\right]={\frac {\mu _{0}}{4\pi }}\nabla \times \left[{\frac {1}{|{\vec {r}}|}}\ast \nabla \times {\vec {M}}\right]={\frac {\mu _{0}}{4\pi }}\nabla \times \int _{\mathbb {R} ^{3}}{\frac {[\nabla _{{\vec {r}}'}\times {\vec {M}}({\vec {r}}')]}{|{\vec {r}}-{\vec {r}}'|}}\mathrm {d} ^{3}r'}
{\displaystyle {\vec {H}}({\vec {r}})={\frac {1}{4\pi }}\nabla \nabla \cdot \left[{\frac {1}{|{\vec {r}}|}}\ast {\vec {M}}\right]={\frac {1}{4\pi }}\nabla \left[{\frac {1}{|{\vec {r}}|}}\ast \nabla \cdot {\vec {M}}\right]={\frac {1}{4\pi }}\nabla \int _{\mathbb {R} ^{3}}{\frac {[\nabla _{{\vec {r}}'}\cdot {\vec {M}}({\vec {r}}')]}{|{\vec {r}}-{\vec {r}}'|}}\mathrm {d} ^{3}r'}
An dieser Stelle ist die fiktive magnetische Volumenladungsdichte {\displaystyle \rho _{m}({\vec {r}})=-\mu _{0}\nabla \cdot {\vec {M}}({\vec {r}})} als Quelle der magnetischen Feldstärke ersichtlich. Ist die Magnetisierung {\displaystyle {\vec {M}}} auf ein endliches Volumen {\displaystyle V} begrenzt so müssen Beiträge von Volumen und Oberfläche unterschieden werden:
{\displaystyle {\vec {B}}({\vec {r}})={\frac {\mu _{0}}{4\pi }}\nabla \times \int _{V}{\frac {[\nabla _{{\vec {r}}'}\times {\vec {M}}({\vec {r}}')]}{|{\vec {r}}-{\vec {r}}'|}}\mathrm {d} ^{3}r'+{\frac {\mu _{0}}{4\pi }}\nabla \times \oint _{\partial V}{\frac {[{\vec {M}}({\vec {r}}')\times {\vec {n}}']}{|{\vec {r}}-{\vec {r}}'|}}d^{2}r'}
{\displaystyle {\vec {H}}({\vec {r}})={\frac {1}{4\pi }}\nabla \int _{V}{\frac {[\nabla _{{\vec {r}}'}\cdot {\vec {M}}({\vec {r}}')]}{|{\vec {r}}-{\vec {r}}'|}}\mathrm {d} ^{3}r'-{\frac {1}{4\pi }}\nabla \oint _{\partial V}{\frac {[{\vec {n}}'\cdot {\vec {M}}({\vec {r}}')]}{|{\vec {r}}-{\vec {r}}'|}}d^{2}r'}
Die hier auftretenden Oberflächen-Terme berücksichtigen die Beiträge von fiktiven magnetischen Oberflächenladungen {\displaystyle \sigma _{m}={\vec {n}}\cdot {\vec {M}}} und Oberflächenströmen {\displaystyle {\vec {M}}\times {\vec {n}}}.
(Genau genommen: Beim Übergang von einem unendlich ausgedehnten Magnetisierungsvolumen zu einem endlichen Volumen entsteht eine Unstetigkeit an der Grenze zwischen Magnetisierungsvolumen und Vakuum. Somit ist die Magnetisierung allgemeiner mit Hilfe einer Indikatorfunktion {\displaystyle S({\vec {r}})} gemäß {\displaystyle {\vec {M}}({\vec {r}})={\vec {\mathcal {M}}}({\vec {r}})\cdot S({\vec {r}})} zu beschreiben, wobei {\displaystyle {\mathcal {M}}({\vec {r}})} mindestens einfach differenzierbar ist. Durch diese Beschreibung von {\displaystyle {\vec {M}}} ist offensichtlich, dass eine Produktregel greift. Die Anwendung der Produktregel und durch den Einsatz der Delta-Distribution findet sich so der korrekte Übergang von der Beschreibung mit {\displaystyle \mathbb {R} ^{3}}zur Beschreibung mit endlichem Volumen {\displaystyle V}. In der Regel wird dies in Physik Büchern nicht derart ausführlich behandelt, was bei komplizierteren Problemstellungen jedoch zu Verwirrungen führen kann. Im Buch von J.D. Jackson findet sich daher die Anmerkung: "Never combine the surface integral of {\displaystyle \sigma _{M}}with (5.98)!". Wobei Gleichung (5.98) im Buch von J.D. Jackson der allgemeineren Formulierung mit {\displaystyle \mathbb {R} ^{3}} entspricht.)

## Potentielle magnetostatische Energie

### Wechselwirkung zwischen zwei Stromschleifen mit endlicher Querschnittsfläche
Wie im Abschnitt zum Ampère’schen Kraftgesetz hergeleitet, ist die zum Ampère’schen Gesetz zugehörige potentielle Energie gegeben durch:
{\displaystyle {\begin{aligned}E_{\mathrm {pot} }^{12}&=-{\frac {\mu _{0}}{4\pi }}\int _{V_{2}}\int _{V_{1}}{\frac {{\vec {\jmath }}_{1}({\vec {r}}_{1}){\vec {\jmath }}_{2}({\vec {r}}_{2})}{|{\vec {r}}_{2}-{\vec {r}}_{1}|}}\mathrm {d} ^{3}r_{2}\mathrm {d} ^{3}r_{1}=-\int _{V_{2}}{\vec {\jmath }}_{2}({\vec {r}}_{2})\cdot {\vec {A}}_{1}({\vec {r}}_{2})\mathrm {d} ^{3}r_{2}=-\int _{V_{1}}{\vec {\jmath }}_{1}({\vec {r}}_{1})\cdot {\vec {A}}_{2}({\vec {r}}_{1})\mathrm {d} ^{3}r_{2}\end{aligned}}}
Bis auf das negative Vorzeichen der Energie ist die Analogie zur potentiellen Energie in der Elektrostatik erkennbar. Das negative Vorzeichen deutet an, dass parallel gerichtete Stromdichten sich gegenseitig anziehen und antiparallel gerichtete Stromdichten sich gegenseitig Abstoßen. Umgekehrt ist es in der Elektrostatik, wo gleichnamige Ladungen sich gegenseitig abstoßen und ungleichnamige Ladungen sich gegenseitig anziehen.

### Geschlossene Stromschleife befindlich in einem externen Magnetfeld
Ausgehend vom vorigen Abschnitt stellt sich die magnetostatische potentielle Energie einer geschlossenen Stromschleife mit Stromdichte {\displaystyle {\vec {\jmath }}}, befindlich in einem externen Magnetfeld mit magnetischem Vektorpotential {\displaystyle {\vec {A}}_{\mathrm {ext} }} wie folgt dar:
{\displaystyle E_{\mathrm {pot} }=-\int _{V}{\vec {\jmath }}({\vec {r}})\cdot {\vec {A}}_{\mathrm {ext} }({\vec {r}})\mathrm {d} ^{3}r}

### Übergang von Formulierung mit Stromdichte zur Magnetisierung
In der Magnetostatik ist die Formulierung mit Stromdichte und Magnetisierung als äquivalent anzusehen. Die Grundannahme für die Stromdichte ist {\displaystyle \nabla \cdot {\vec {\jmath }}=0}, welche durch die Einführung der Magnetisierung gemäß {\displaystyle {\vec {\jmath }}=\nabla \times {\vec {M}}} erfüllt ist. Das Magnetisierungs-Vektorfeld {\displaystyle {\vec {M}}} kann also als „Vektorpotential“ der Stromdichte {\displaystyle {\vec {\jmath }}} angesehen werden (analog zu {\displaystyle {\vec {B}}=\nabla \times {\vec {A}}}). Im Weiteren gilt es einen Ausdruck für die potentielle Energie in Abhängigkeit der Magnetisierung zu finden. Man beginnt mit:
{\displaystyle {\begin{aligned}E_{\mathrm {pot} }&=-\int _{\mathbb {R} ^{3}}{\vec {\jmath }}({\vec {r}})\cdot {\vec {A}}_{\mathrm {ext} }({\vec {r}})\mathrm {d} ^{3}r\\&=-\int _{\mathbb {R} ^{3}}[\nabla \times {\vec {M}}]({\vec {r}})\cdot {\vec {A}}_{\mathrm {ext} }({\vec {r}})\mathrm {d} ^{3}r\end{aligned}}}
(Man beachte, dass hier die Formulierung mit {\displaystyle \mathbb {R} ^{3}} anstelle {\displaystyle V} wichtig ist. Dies ist dadurch gerechtfertigt, dass die Stromdichte {\displaystyle {\vec {\jmath }}} mathematisch stets so formuliert werden kann, dass diese außerhalb eines endlichen Volumens {\displaystyle V} gleich Null ist.) Durch Verwendung der Identität {\displaystyle \nabla \cdot ({\vec {M}}\times {\vec {A}}_{\mathrm {ext} })=\nabla \times {\vec {M}}\cdot {\vec {A}}_{\mathrm {ext} }-{\vec {M}}\cdot \nabla \times {\vec {A}}_{\mathrm {ext} }}, durch Anwendung des Gauß'schen Integralsatzes und der Beziehung {\displaystyle {\vec {B}}_{\mathrm {ext} }=\nabla \times {\vec {A}}_{\mathrm {ext} }} findet sich weiterhin:
{\displaystyle {\begin{aligned}E_{\mathrm {pot} }&=-\int _{\mathbb {R} ^{3}}{\vec {M}}\cdot \nabla \times {\vec {A}}_{\mathrm {ext} }+\nabla \cdot ({\vec {M}}\times {\vec {A}}_{\mathrm {ext} })\,\mathrm {d} ^{3}r\\&=-\int _{\mathbb {R} ^{3}}{\vec {M}}\cdot \nabla \times {\vec {A}}_{\mathrm {ext} }\,\mathrm {d} ^{3}r+\oint _{\partial \mathbb {R} ^{3}}({\vec {M}}\times {\vec {A}}_{\mathrm {ext} })\cdot {\vec {n}}\,\mathrm {d} ^{2}r\\&=-\int _{\mathbb {R} ^{3}}{\vec {M}}({\vec {r}})\cdot {\vec {B}}_{\mathrm {ext} }({\vec {r}})\,\mathrm {d} ^{3}r\end{aligned}}}
Hier ist offensichtlich, dass das Oberflächenintegral verschwinden muss, da das magnetische Vektorpotential und die Magnetisierung im Unendlichen verschwinden. Dies zeigt, dass die Formulierungen mit Stromdichte und Magnetisierung identisch sind:
{\displaystyle {\begin{aligned}E_{\mathrm {pot} }&=-\int _{\mathbb {R} ^{3}}{\vec {\jmath }}({\vec {r}})\cdot {\vec {A}}_{\mathrm {ext} }({\vec {r}})\,\mathrm {d} ^{3}r=-\int _{\mathbb {R} ^{3}}{\vec {M}}({\vec {r}})\cdot {\vec {B}}_{\mathrm {ext} }({\vec {r}})\,\mathrm {d} ^{3}r\end{aligned}}}

### Wechselwirkung zwischen zwei magnetisierten Volumina
Die potentielle magnetostatische Energie eines magnetisierten Volumens {\displaystyle V} mit Magnetisierungs-Vektorfeld {\displaystyle {\vec {M}}}, befindlich in einem von einer externen Ursache herrührenden Magnetfeldes {\displaystyle {\vec {B}}_{\mathrm {ext} }} ist wie folgt anzugeben:
{\displaystyle E_{\mathrm {pot} }=-\int _{V}{\vec {M}}({\vec {r}})\cdot {\vec {B}}_{\mathrm {ext} }({\vec {r}})\;\mathrm {d} ^{3}r}
Im Fall der Interaktion zweier Dauermagnete, mit nicht-überlappenden endlichen Volumina {\displaystyle V_{1}} und {\displaystyle V_{2}}, mit Magnetisierungen {\displaystyle {\vec {M}}_{1}} und {\displaystyle {\vec {M}}_{2}}, ist das externe Magnetfeld formal bekannt und die potentielle magnetostatische Energie der Wechselwirkung ist wie folgt anzugeben:
{\displaystyle E_{\mathrm {pot} }^{12}=-{\frac {\mu _{0}}{4\pi }}\int _{V_{1}}\int _{V_{2}}{\vec {M}}_{1}({\vec {r}}_{1})\cdot \left[3{\frac {({\vec {r}}_{1}-{\vec {r}}_{2})\otimes ({\vec {r}}_{1}-{\vec {r}}_{2})}{|{\vec {r}}_{1}-{\vec {r}}_{2}|^{5}}}-{\frac {I_{3}}{|{\vec {r}}_{1}-{\vec {r}}_{2}|^{3}}}+{\frac {8\pi }{3}}I_{3}\delta ({\vec {r}}_{1}-{\vec {r}}_{2})\right]\cdot {\vec {M}}_{2}({\vec {r}}_{2})\;\mathrm {d} ^{3}r_{2}\mathrm {d} ^{3}r_{1}}
Entsprechend des 3. Newton'schen Axioms ist bei dieser Formulierung erkennbar, dass die potentielle Energie invariant gegenüber der Vertauschung der Indizes {\displaystyle 1} und {\displaystyle 2} ist.

### Selbstenergie einer Stromschleife mit endlicher Querschnittsfläche
Die Selbstenergie einer geschlossenen Stromschleife mit endlicher Querschnittsfläche ist gegeben durch:
{\displaystyle E_{\mathrm {pot} }^{\mathrm {self} }=-{\frac {1}{2}}\int _{V}{\vec {\jmath }}({\vec {r}})\cdot {\vec {A}}({\vec {r}})\;\mathrm {d} ^{3}r}
Da es sich hier um die Selbstenergie handelt gilt {\displaystyle \Delta {\vec {A}}=-\mu _{0}{\vec {\jmath }}}. Damit lässt sich alternative schreiben:
{\displaystyle {\begin{aligned}E_{\mathrm {pot} }^{\mathrm {self} }&=-{\frac {1}{2}}\int _{V}{\vec {\jmath }}({\vec {r}})\cdot {\vec {A}}({\vec {r}})\;\mathrm {d} ^{3}r\\&=+{\frac {1}{2\mu _{0}}}\int _{\mathbb {R} ^{3}}\Delta {\vec {A}}({\vec {r}})\cdot {\vec {A}}({\vec {r}})\;\mathrm {d} ^{3}r\\&=-{\frac {1}{2\mu _{0}}}\int _{\mathbb {R} ^{3}}\sum _{k\in \{x,y,z\}}(\nabla A_{k})^{2}\mathrm {d} ^{3}r+{\frac {1}{2\mu _{0}}}\oint _{\partial \mathbb {R} ^{3}}\sum _{k\in \{x,y,z\}}(\nabla A_{k}A_{k}\cdot {\vec {n}})\;d^{2}r\\&=-{\frac {1}{2\mu _{0}}}\int _{\mathbb {R} ^{3}}\sum _{k\in \{x,y,z\}}(\nabla A_{k})^{2}\mathrm {d} ^{3}r\end{aligned}}}
Hier wurde die Produktregel {\displaystyle \nabla \cdot (A_{k}\nabla A_{k})=(\nabla A_{k})^{2}+A_{k}\Delta A_{k}} und der Gauß'sche Integralsatz verwendet. Der Oberflächenterm ergibt sich zu Null, da in unendlicher Entfernung von der Ursache das magnetische Vektorpotential gegen Null strebt. Alternativ findet sich durch Verwendung der Identität {\displaystyle \nabla \times \nabla \times {\vec {A}}=\nabla \nabla \cdot {\vec {A}}-\Delta {\vec {A}}} und unter Verwendung der verschwindenden Divergenz {\displaystyle \nabla \cdot {\vec {A}}} ein weiterer Ausdruck für die Selbstenergie. Zunächst formen wir um:
{\displaystyle {\begin{aligned}E_{\mathrm {pot} }^{\mathrm {self} }&=-{\frac {1}{2}}\int _{V}{\vec {\jmath }}({\vec {r}})\cdot {\vec {A}}({\vec {r}})\;\mathrm {d} ^{3}r\\&=+{\frac {1}{2\mu _{0}}}\int _{\mathbb {R} ^{3}}\Delta {\vec {A}}({\vec {r}})\cdot {\vec {A}}({\vec {r}})\;\mathrm {d} ^{3}r\\&=-{\frac {1}{2\mu _{0}}}\int _{\mathbb {R} ^{3}}(\nabla \times \nabla \times {\vec {A}})\cdot {\vec {A}}\;\mathrm {d} ^{3}r\end{aligned}}}
An dieser Stelle ist die Produktregel {\displaystyle \nabla \cdot [(\nabla \times {\vec {A}})\times {\vec {A}}]=(\nabla \times \nabla \times {\vec {A}})\cdot {\vec {A}}-(\nabla \times {\vec {A}})\cdot (\nabla \times {\vec {A}})}anzuwenden. Wir erhalten:
{\displaystyle {\begin{aligned}E_{\mathrm {pot} }^{\mathrm {self} }&=-{\frac {1}{2\mu _{0}}}\int _{\mathbb {R} ^{3}}(\nabla \times {\vec {A}})\cdot (\nabla \times {\vec {A}})+\nabla \cdot [(\nabla \times {\vec {A}})\times {\vec {A}}]\;\mathrm {d} ^{3}r\\&=-{\frac {1}{2\mu _{0}}}\int _{\mathbb {R} ^{3}}(\nabla \times {\vec {A}})\cdot (\nabla \times {\vec {A}})\,\mathrm {d} ^{3}r-{\frac {1}{2\mu _{0}}}\oint _{\partial \mathbb {R} ^{3}}[(\nabla \times {\vec {A}})\times {\vec {A}}]\cdot {\vec {n}}\;\mathrm {d} ^{2}r\\&=-{\frac {1}{2\mu _{0}}}\int _{\mathbb {R} ^{3}}(\nabla \times {\vec {A}})\cdot (\nabla \times {\vec {A}})\,\mathrm {d} ^{3}r\\&=-{\frac {1}{2\mu _{0}}}\int _{\mathbb {R} ^{3}}|{\vec {B}}|^{2}\mathrm {d} ^{3}r\end{aligned}}}
Neben der obigen Produktregel wurde weiterhin der Gauß'sche Integralsatz verwendet. Der Oberflächen-Term ergibt sich zu Null unter der Annahme, dass das Vektorpotential im Unendlichen gegen null konvergiert. Abschließend ist die Rotation des Vektorpotentials durch die magnetische Flussdichte ersetzbar ({\displaystyle {\vec {B}}=\nabla \times {\vec {A}}}).

### Selbstenergie eines magnetisierten Volumens
Die potentielle magnetostatische Selbstenergie eines magnetisierten Volumens {\displaystyle V} mit Magnetisierungs-Vektorfeld {\displaystyle {\vec {M}}} ist wie folgt anzugeben:
{\displaystyle E_{\mathrm {pot} }^{\mathrm {self} }=-{\frac {1}{2}}\int _{V}{\vec {M}}({\vec {r}})\cdot {\vec {B}}({\vec {r}})\;\mathrm {d} ^{3}r}
Der Unterschied zur Formulierung für externe Felder besteht darin, dass hier die magnetische Flussdichte {\displaystyle {\vec {B}}} zugehörig zur Magnetisierung {\displaystyle {\vec {M}}} ist (es gilt {\displaystyle \nabla \times {\vec {B}}=\mu _{0}\nabla \times {\vec {M}}}). Durch Verwendung der im Abschnitt Feldtheorie angegebenen Beziehung {\displaystyle {\vec {B}}=\mu _{0}({\vec {H}}+{\vec {M}})} finden sich alternative Formulierungen. Zunächst lässt sich feststellen, dass sich die Magnetisierung durch {\displaystyle {\vec {M}}={\vec {B}}/\mu _{0}-{\vec {H}}} ausdrückbar ist. Mit dieser Erkenntnis findet sich:
{\displaystyle E_{\mathrm {pot} }^{\mathrm {self} }=-{\frac {1}{2\mu _{0}}}\int _{\mathbb {R} ^{3}}|{\vec {B}}({\vec {r}})|^{2}\;\mathrm {d} ^{3}r+{\frac {1}{2}}\int _{\mathbb {R} ^{3}}{\vec {H}}({\vec {r}})\cdot {\vec {B}}({\vec {r}})\;\mathrm {d} ^{3}r}
Durch weitere Untersuchung findet sich, dass der zweite Term gleich Null ist:
{\displaystyle \int _{\mathbb {R} ^{3}}{\vec {H}}({\vec {r}})\cdot {\vec {B}}({\vec {r}})\;\mathrm {d} ^{3}r=-\int _{\mathbb {R} ^{3}}\nabla \varphi _{m}\cdot {\vec {B}}\;\mathrm {d} ^{3}r=-\int _{\mathbb {R} ^{3}}\nabla \cdot (\varphi _{m}{\vec {B}})-\varphi _{m}\nabla \cdot {\vec {B}}\;\mathrm {d} ^{3}r=-\oint _{\partial \mathbb {R} ^{3}}(\varphi _{m}{\vec {B}})\cdot {\vec {n}}\;\mathrm {d} ^{2}r=0}
Um dies zu zeigen, ist die Produktregel {\displaystyle \nabla \cdot (\varphi _{m}{\vec {B}})=\nabla \varphi _{m}\cdot {\vec {B}}+\varphi _{m}\nabla \cdot {\vec {B}}}, der Gaußsche Integralsatz und die Divergenzfreiheit der magnetischen Flussdichte {\displaystyle \nabla \cdot {\vec {B}}=0} zu verwenden. Das im letzten Schritt auftretende Hüllenintegral muss ebenfalls verschwinden, da die Felder {\displaystyle \varphi _{m}} und {\displaystyle {\vec {B}}} bei unendlicher Entfernung zu ihrer Ursache gegen Null streben. Folglich findet sich:
{\displaystyle E_{\mathrm {pot} }^{\mathrm {self} }=-{\frac {1}{2}}\int _{V}{\vec {M}}({\vec {r}})\cdot {\vec {B}}({\vec {r}})\;\mathrm {d} ^{3}r=-{\frac {1}{2\mu _{0}}}\int _{\mathbb {R} ^{3}}|{\vec {B}}({\vec {r}})|^{2}\;\mathrm {d} ^{3}r}
In der hier aufgeführten Formulierung ist eine Feinheit bezüglich des Integrationsgebietes zu beachten. Bei letzterem Ausdruck muss über den kompletten Raum integriert werden, da die magnetische Flussdichte in der Regel in jedem Punkt {\displaystyle {\vec {r}}\in \mathbb {R} ^{3}} einen von Null verschiedenen Wert hat. Bei ersterem Ausdruck wird hier von einem lokal begrenztem Volumen {\displaystyle V} ausgegangen, sodass die Magnetisierung {\displaystyle {\vec {M}}} außerhalb dieses Volumens nicht vorhanden ist. Alternativ könnte man diese räumliche Begrenzung dem Vektorfeld {\displaystyle {\vec {M}}} durch Verwendung einer Indikatorfunktion überlassen, und allgemeiner das Integrationsgebiet {\displaystyle V} durch {\displaystyle \mathbb {R} ^{3}} ersetzen. Eine entsprechende Indikatorfunktion würde folglich innerhalb des Volumens {\displaystyle V} den Wert 1 und außerhalb des Volumens {\displaystyle V} den Wert 0 annehmen.

### Selbstenergie eines magnetisierten Volumens im Kontext des Mikromagnetismus (Pole Avoidance Principle)
Im Kontext des Mikromagnetismus ist eine Grundannahme, dass das Magnetisierungs-Vektorfeld eine konstante Magnitude, die Sättigungs-Magnetisierung {\displaystyle M_{s}}, besitzt. Die Magnetisierung wird folglich durch {\displaystyle {\vec {M}}=M_{s}{\hat {\vec {M}}}} mit {\displaystyle |{\hat {\vec {M}}}|=1} beschrieben. Unter dieser Annahme findet sich:
{\displaystyle {\begin{aligned}E_{\mathrm {pot} }^{\mathrm {self} }&=-{\frac {1}{2\mu _{0}}}\int _{\mathbb {R} ^{3}}|{\vec {B}}({\vec {r}})|^{2}\;\mathrm {d} ^{3}r\\&=-{\frac {\mu _{0}}{2}}\int _{\mathbb {R} ^{3}}({\vec {H}}+{\vec {M}})\cdot ({\vec {H}}+{\vec {M}})\;\mathrm {d} ^{3}r\\&=-{\frac {\mu _{0}}{2}}\int _{\mathbb {R} ^{3}}|{\vec {H}}|^{2}+|{\vec {M}}|^{2}+2{\vec {H}}\cdot {\vec {M}}\;\mathrm {d} ^{3}r\\&=-{\frac {\mu _{0}}{2}}\int _{\mathbb {R} ^{3}}|{\vec {H}}|^{2}+|{\vec {M}}|^{2}+2{\vec {H}}\cdot ({\vec {B}}/\mu _{0}-{\vec {H}})\;\mathrm {d} ^{3}r\\&=+{\frac {\mu _{0}}{2}}\int _{\mathbb {R} ^{3}}|{\vec {H}}|^{2}\mathrm {d} ^{3}r-{\frac {\mu _{0}}{2}}\int _{\mathbb {R} ^{3}}|{\vec {M}}|^{2}\,\mathrm {d} ^{3}r\\&=+{\frac {\mu _{0}}{2}}\int _{\mathbb {R} ^{3}}|{\vec {H}}|^{2}\mathrm {d} ^{3}r-{\frac {\mu _{0}}{2}}M_{s}^{2}V\end{aligned}}}
Man beachte, dass sich im vierten Schritt das Volumenintegral über das Skalarprodukt {\displaystyle {\vec {H}}\cdot {\vec {B}}} exakt zu Null ergibt (siehe voriger Abschnitt). Der letzte Schritt ist unter der Annahme des Mikromagnetismus gerechtfertigt. Eine wichtige Aussage, welche anhand dieser Formulierung der magnetostatischen Selbstenergie gewonnen werden kann, wird als Pole-Avoidance Principle bezeichnet. Da es sich bei dem zweiten Term um eine Konstante handelt, nimmt dieser bei Energie-Minimierung keinen Einfluss. Der erste Term ist positiv definit. Dies hat zur Folge, dass bei Energie-Minimierung die magnetische Feldstärke {\displaystyle {\vec {H}}} möglichst gegen Null strebt, was mit der Auslöschung von fiktiven magnetischen Polen einhergeht. Dies ist der Fall wenn das Magnetisierungs-Vektorfeld {\displaystyle {\vec {M}}} einem geschlossenen Feldlinienbild folgt. Daher können in der magnetischen Mikrostruktur von Materialien wirbelartige Magnetisierungs-Vektorfelder auftreten.

## Lagrange-Dichte Formulierung
Die Magnetostatik kann mit folgender Lagrange-Dichte formuliert werden:
{\displaystyle {\mathcal {L}}=-{\frac {1}{2\mu _{0}}}\sum _{k\in \{x,y,z\}}(\nabla A_{k})^{2}+{\vec {\jmath }}\cdot {\vec {A}}}
Dabei ist der erste Term der Selbstenergie und der zweite Term der negierten potentiellen Energie zuzuordnen. Durch die Anwendung der Euler-Lagrange Gleichungen
{\displaystyle {\frac {\partial {\mathcal {L}}}{\partial {\vec {A}}}}-\sum _{k\in \{x,y,z\}}{\frac {\partial }{\partial k}}{\frac {\partial {\mathcal {L}}}{\partial (\partial _{k}{\vec {A}})}}=\mathbf {0} }
lässt sich folglich die Poisson-Gleichung für das magnetische Vektorpotential {\displaystyle \Delta {\vec {A}}=-\mu _{0}{\vec {\jmath }}} herleiten. In diesen Euler-Lagrange Gleichungen versteht sich der erste Ableitungsterm wie ein Gradient, sodass
{\displaystyle {\frac {\partial {\mathcal {L}}}{\partial {\vec {A}}}}={\vec {\jmath }}}.
Die partiellen Ableitungen im zweiten Term ergeben sich zunächst gemäß:
{\displaystyle {\frac {\partial {\mathcal {L}}}{\partial (\partial _{x}{\vec {A}})}}=-{\frac {1}{\mu _{0}}}{\frac {\partial {\vec {A}}}{\partial x}},\quad {\frac {\partial {\mathcal {L}}}{\partial (\partial _{y}{\vec {A}})}}=-{\frac {1}{\mu _{0}}}{\frac {\partial {\vec {A}}}{\partial y}},\quad {\frac {\partial {\mathcal {L}}}{\partial (\partial _{z}{\vec {A}})}}=-{\frac {1}{\mu _{0}}}{\frac {\partial {\vec {A}}}{\partial z}}},
und folglich:
{\displaystyle \sum _{k\in \{x,y,z\}}{\frac {\partial }{\partial k}}{\frac {\partial {\mathcal {L}}}{\partial (\partial _{k}{\vec {A}})}}=-{\frac {1}{\mu _{0}}}{\frac {\partial ^{2}{\vec {A}}}{\partial x^{2}}}-{\frac {1}{\mu _{0}}}{\frac {\partial ^{2}{\vec {A}}}{\partial y^{2}}}-{\frac {1}{\mu _{0}}}{\frac {\partial ^{2}{\vec {A}}}{\partial z^{2}}}=-{\frac {1}{\mu _{0}}}\Delta {\vec {A}}}.
Somit ergibt sich aus den Euler-Lagrange Gleichungen die Poisson-Gleichung:
{\displaystyle {\frac {\partial {\mathcal {L}}}{\partial {\vec {A}}}}-\sum _{k\in \{x,y,z\}}{\frac {\partial }{\partial k}}{\frac {\partial {\mathcal {L}}}{\partial (\partial _{k}{\vec {A}})}}={\vec {\jmath }}+{\frac {1}{\mu _{0}}}\Delta {\vec {A}}=\mathbf {0} \quad \rightarrow \quad \Delta {\vec {A}}=-\mu _{0}{\vec {\jmath }}}
Eine äquivalente Lagrange-Dichte ist gegeben durch:
{\displaystyle {\mathcal {L}}=-{\frac {1}{2\mu _{0}}}|\nabla \times {\vec {A}}|^{2}+{\vec {\jmath }}\cdot {\vec {A}}=-{\frac {1}{2\mu _{0}}}|{\vec {B}}|^{2}+{\vec {\jmath }}\cdot {\vec {A}}}

## Zusammenfassende Übersicht
| Die Grundannahme ist eine divergenzfreie Stromdichte, als auch geschlossene Stromlinien | {\displaystyle \nabla \cdot {\vec {\jmath }}=0,\quad \int _{V}{\vec {\jmath }}({\vec {r}})\;\mathrm {d} ^{3}r={\vec {0}}} | Diese Grundannahmen sind stets im Kontext zu allen weiteren Gleichungen zu sehen. Die Stromdichte Vektoren verstehen sich als Tangentenvektoren an die Stromlinien. |
| Ampère’sches Kraftgesetz in Grassmann-Formulierung                                      | {\displaystyle {\vec {F}}_{m}^{1\rightarrow 2}={\frac {\mu _{0}}{4\pi }}\int _{V_{1}}\int _{V_{2}}{\vec {\jmath }}_{2}({\vec {r}}_{2})\times \left({\vec {\jmath }}_{1}({\vec {r}}_{1})\times {\frac {{\vec {r}}_{2}-{\vec {r}}_{1}}{\|{\vec {r}}_{2}-{\vec {r}}_{1}\|^{3}}}\right)\mathrm {d} ^{3}r_{2}\mathrm {d} ^{3}r_{1}} | Diese Formulierung des Kraftgesetzes ist üblich, da es die direkte Verbindung mit der Lorentz-Kraft explizit darstellt. Die vereinfachte Darstellung ist äquivalent zu dieser Formulierung                                                                                                   |
| Ampère’sches Kraftgesetz in vereinfachter Darstellung                                   | {\displaystyle {\vec {F}}_{m}^{1\rightarrow 2}=-{\frac {\mu _{0}}{4\pi }}\int _{V_{1}}\int _{V_{2}}\left({\vec {\jmath }}_{2}({\vec {r}}_{2})\cdot {\vec {\jmath }}_{1}({\vec {r}}_{1})\right){\frac {{\vec {r}}_{2}-{\vec {r}}_{1}}{\|{\vec {r}}_{2}-{\vec {r}}_{1}\|^{3}}}\mathrm {d} ^{3}r_{2}\mathrm {d} ^{3}r_{1}} | Das Ampère’sche Kraftgesetz ist konservativ und erfüllt das 3. Newton’sche Axiom. Diese Formulierung enthält die effektiven Beiträge der Grassmann-Formulierung in Kontext der Magnetostatik. In dieser Formulierung ist explizit ersichtlich, dass parallel fließende Ströme sich abstoßen. |
| Ampère’sches Potential                                                                  | {\displaystyle E_{\mathrm {pot} }^{12}=-{\frac {\mu _{0}}{4\pi }}\int _{V_{2}}\int _{V_{1}}{\frac {{\vec {\jmath }}_{1}({\vec {r}}_{1}){\vec {\jmath }}_{2}({\vec {r}}_{2})}{\|{\vec {r}}_{2}-{\vec {r}}_{1}\|}}\mathrm {d} ^{3}r_{2}\mathrm {d} ^{3}r_{1}} | |
| Biot-Savart Gesetz                                                                      | {\displaystyle {\begin{aligned}{\vec {A}}({\vec {r}})&={\frac {\mu _{0}}{4\pi }}\int _{V}{\frac {{\vec {\jmath }}({\vec {r}}')}{\|{\vec {r}}-{\vec {r}}'\|}}\mathrm {d} ^{3}r'\\{\vec {B}}({\vec {r}})&=\nabla \times {\vec {A}}={\frac {\mu _{0}}{4\pi }}\int _{V}{\vec {\jmath }}({\vec {r}}')\times {\frac {{\vec {r}}-{\vec {r}}'}{\|{\vec {r}}-{\vec {r}}'\|^{3}}}\mathrm {d} ^{3}r'\end{aligned}}} | |
| Maxwell-Gleichungen                                                                     | {\displaystyle {\begin{aligned}\nabla \cdot {\vec {B}}&=0\\\nabla \times {\vec {B}}&=\mu _{0}{\vec {\jmath }}\end{aligned}}} | |
| Poisson-Gleichung                                                                       | {\displaystyle {\begin{aligned}\Delta {\vec {A}}&=-\mu _{0}{\vec {\jmath }}\\\nabla \cdot {\vec {A}}&=0\end{aligned}}} | |
| Selbst-Energie                                                                          | {\displaystyle {\begin{aligned}E_{\mathrm {pot} }^{\mathrm {self} }&=-{\frac {1}{2}}\int _{\mathbb {R} ^{3}}{\vec {\jmath }}({\vec {r}})\cdot {\vec {A}}({\vec {r}})\;\mathrm {d} ^{3}r=-{\frac {1}{2}}\int _{\mathbb {R} ^{3}}{\vec {M}}({\vec {r}})\cdot {\vec {B}}({\vec {r}})\;\mathrm {d} ^{3}r\\&=-{\frac {1}{2\mu _{0}}}\int _{\mathbb {R} ^{3}}\sum _{k\in \{x,y,z\}}(\nabla A_{k})^{2}\mathrm {d} ^{3}r=-{\frac {1}{2\mu _{0}}}\int _{\mathbb {R} ^{3}}\|{\vec {B}}({\vec {r}})\|^{2}\;\mathrm {d} ^{3}r\\&=+{\frac {\mu _{0}}{2}}\int _{\mathbb {R} ^{3}}\|{\vec {H}}\|^{2}\mathrm {d} ^{3}r-{\frac {\mu _{0}}{2}}\int _{\mathbb {R} ^{3}}\|{\vec {M}}\|^{2}\mathrm {d} ^{3}r\end{aligned}}} | |
| Lagrange-Dichte                                                                         | {\displaystyle {\mathcal {L}}=-{\frac {1}{2\mu _{0}}}\|\nabla \times {\vec {A}}\|^{2}+{\vec {\jmath }}\cdot {\vec {A}}} | |